# Xã Denver, Quận Rock, Minnesota
Xã Denver (tiếng Anh: Denver Township) là một xã thuộc quận Rock, tiểu bang Minnesota, Hoa Kỳ. Năm 2010, dân số của xã này là 173 người.